# Hrvatski klub olimpijaca
Hrvatski klub olimpijaca osnovan je 22. prosinca 1993. godine pod imenom Klub hrvatskih olimpijaca na svečanosti uručivanja značaka hrvatskim olimpijcima, osvajačima medalja na Olimpijskim igrama od 1948. do 1988. pod zastavom bivše Jugoslavije koje je Hrvatski olimpijski odbor organizirao u ime Međunarodnog olimpijskog odbora. Osnovna aktivnost kluba sportskim i humanitarnim djelovanjem voditi brigu o bivšim i budućim olimpijcima. 
1995. godine Klub je postao punopravni član Hrvatskog olimpijskog odbora

2001. službeno postaje članica 110 nacionalnih udruga olimpijaca.

2005. godine dobio je današnji naziv.
Prvi predsjednik kluba bio je vaterpolist Zlatko Šimenc, srebrni olimpijac iz Tokija 1964.
za dopredsjednika je izabran Albin Vidović, zlatni rukometaš iz Münchena 1972.
a članovi prvog Upravnog odbora su bili
- predsjednik Zlatko Šimenc
- Katica Ileš (rukomet, srebro 1980.)
- Vladimir Firm (nogomet, srebro 1952.)
- Zdravko Kovačić (vaterpolo, srebro 1952. i 1956.)
- Josip Čorak (hrvanje, srebro 1972.)
- Miroslav Poljak (vaterpolo, zlato 1968.
- Damir Šolman (košarka, srebro 1968. i 1976.)

2000. godine za predsjednika je imenovan Perica Bukić (vaterpolo, zlato 1984. i 1988., srebro 1996.), a za glavnog tajnika Damir Škaro (boks, bronca 1988.).
2005. izabran je treći predsjednik Stojko Vranković (košarka, srebro 1988. i 1992.) 

## Vanjske poveznice
- HOO/Hrvatski klub olimpijaca  Arhivirana inačica izvorne stranice od 6. listopada 2008. (Wayback Machine)
- Hrvatski klub olimpijaca
- Hrvatski klub olimpijaca Jurica Gizdić: Hrvatska i olimpijska odličja
- Hrvatski klub olimpijaca Jurica Gizdić: Kovači hrvatskih olimpijskih odličja
- Hrvatski klub olimpijaca Jurica Gizdić: Hrvatske sportašice na Olimpijskim igrama
- Jurica Gizdić: Hrvatski olimpijci i odličnici  Arhivirana inačica izvorne stranice od 10. listopada 2021. (Wayback Machine)